# Stepan Koubiv
Stepan Ivanobitch Koubiv (en ukrainien : Кубів Степан Іванович, né le 19 mars 1962 à Mchanets) est un économiste et homme politique ukrainien.

## Biographie
Il fit ses études à l'université de Lviv. Élu à la septième puis huitième et neuvième Rada d'Ukraine. Il fut le gouverneur de la Banque nationale d'Ukraine, en 2014 et vice-Premier ministre d'Ukraine en 2016 du gouvernement Hroïsman.